# Mistyka grecka
Mistyka grecka – mistyka chrześcijańska, która rozwinęła się w środowisku grecko-rzymskim oraz grecko-bizantyjskim.

## Historyczny rozwój mistyki greckiej i jej przedstawiciele
Mistyka grecka rozwinęła się w II wieku i trwała do XVIII wieku. Ma ona trzy etapy: początek (II- V w.); rozwój i osiągnięcie pełni (VI - X w.); oddziaływanie (X- XVIII w.)
- II- V w. - Początek mistyki greckiej

Przy końcu II wieku Klemens Aleksandryjski w Stromata opisuje wznoszenie się duchowe, którego każdy etap zbliża duszę do stanu człowieka doskonałego, o którym mówi św. Paweł (Ef 4,13). Te kolejne stany są przedstawione jako mieszkanie duchowe, które są nimi: bojaźń Boża, potem wiara i nadzieja, a wreszcie miłość i mądrość.
Początki mistyki greckiej łączą z postacią ucznia Klemensa z Aleksandrii (zm. ok. 215 r.) Orygenesa (ok. 185-254), który ukazał stopnie mistycznej drogi, oderwania się od spraw tego świata poprzez rozmyślanie skupiające się na osobie Jezusa Chrystusa aż do zjednoczenia z Bogiem. Makary z Egiptu (ok 300-390) był uczniem Orygenesa i jednocześnie wielkim mistykiem-mnichem. Modlitwa (według Makarego z Egiptu) prowadzi do przebóstwienia duszy, do bezsłownej modlitwy w duchu. Pozwala to odrzucić wiele zjawisk (widzeń) jako zbędnych. Efrem Syryjczyk (ok. 306-373) swoimi hymnami wywarł wpływ na Ojców Kapadockich, zwłaszcza na Bazylego Wielkiego i na późniejszą tradycję Filokaliów. Efrem Syryjczyk uważa, że życie chrześcijańskie za walkę duchową, widzi w kontemplacji, osiągniętej przez uległość Duchowi Świętemu, przywilej życia doskonałego.
Grzegorz z Nazjanzu (330- 390), akcentował dialektykę między ciemnością w Bogu a wiecznym światłem Trójcy Świętej. Przedstawicielami tego etapu mistyki greckiej byli również: Grzegorz z Nyssy (ok. 334-394); Ewagriusz (346-394); Szymon Słupnik Starszy (390- 459).
- VI - X w. - Rozwój i osiągnięcie pełni

Okres rozwoju i osiągnięcia pełni to pięć stuleci mistyki greckiej, które bardzo dobrze się rozwinęły. 
Pierwszym przedstawicielem tego okresu czy etapu był Pseudo-Dionizy (V-VI w.), który nadał własną i odrębną formę tej mistyce, łącząc jej poszczególne odmiany z różnymi nurtami filozoficznymi neoplatońskiej i filozofii Plotyna. W tym samym czasie Szymon Słupnik Młodszy (520-592) kontynuował tradycję świętych słupników. Maksym Wyznawca (580-662) przyjął naukę Ewagriusza drogi rozwoju oraz wszystkie koncepcje mistyczne W VIII wieku Jan Damasceński (ok. 650- ok. 750) twierdził, że kontemplację wlaną otrzymują na ogół doskonali. 
- XI - XVIII w. - Oddziaływanie

Ten trzeci okres rozpoczyna Niketas Stethatos (ok. 1000 - ok. 1080), który był uczniem Symeona Nowego Teologa szerzył ogląd świadomości połączony z wewnętrzną modlitwą w Konstantynopolu, na górze Athos i na Synaju. Modlitwę tę scharakteryzował Grzegorz z Synaju (1255/65 - 1337), a Grzegorz Palamas (1296-1359) ją podbudował teoretycznie. Mikołaj Kabasilas (ok. 1320-1363) próbował połączyć mistykę Pseudo-Dionizego, Orygenesa, Makarego i Symeona. Nikodem Hagiorites (1749-1809) przez swoje Filokalia upowszechnił hezychazm w całym kościele prawosławnym.